# Sasso delle Dieci
Le Sasso delle Dieci (littéralement « Pierre des Dix ») en italien ou Zehner en allemand est un sommet des Alpes, à 3 026 m, dans les Dolomites, et en particulier dans le chaînon des Fanes, en Italie (Trentin-Haut-Adige).

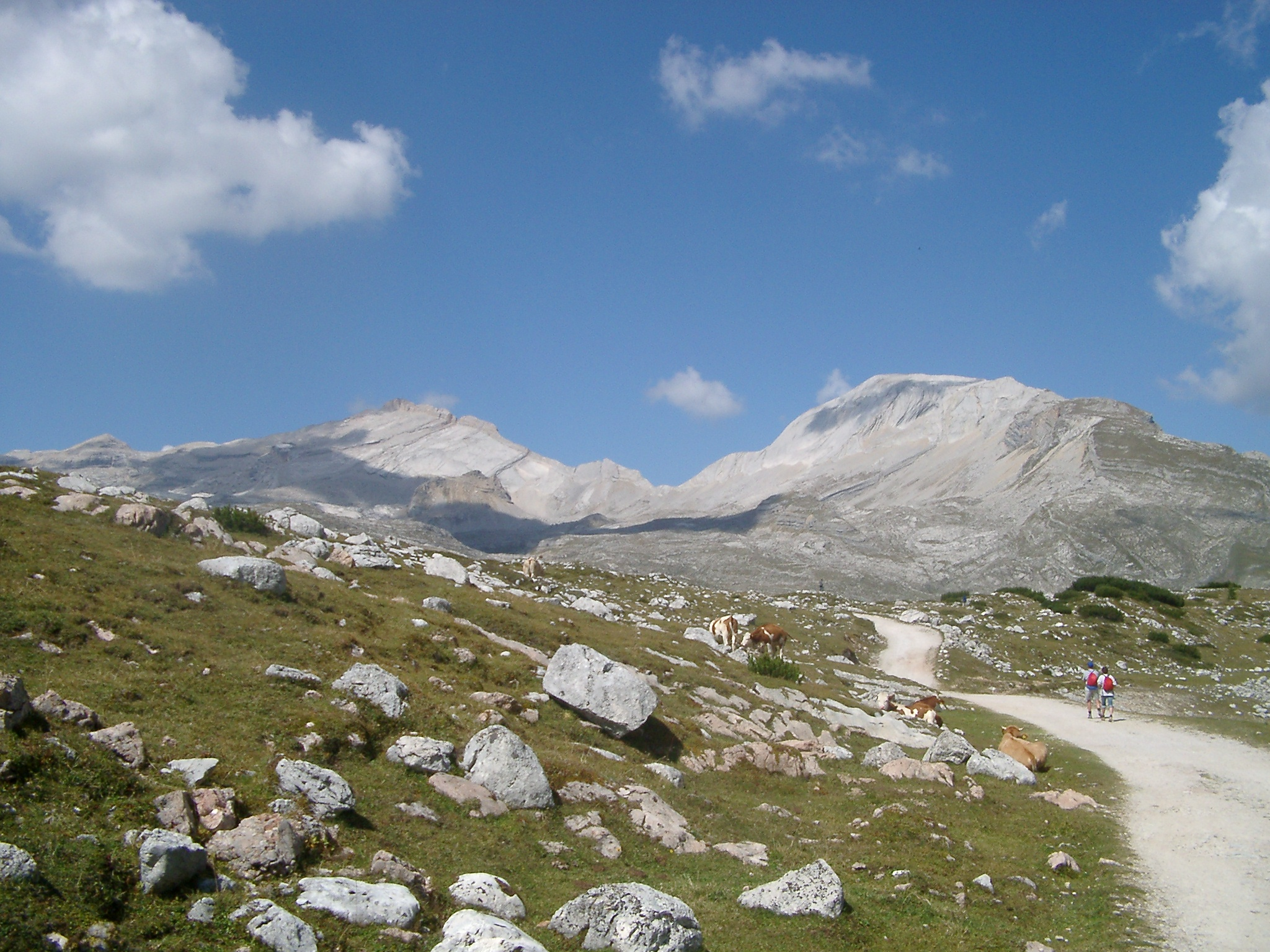
Le Sasso delle Dieci (gauche) et le Sasso delle None (droite) vus de l'est.

Il tient son nom, ainsi que son voisin, du fait qu'il indique naturellement, depuis La Valle, l'heure du jour sur le cadran solaire de Sesto.